# Säsong 12 av Farmen
Den tolfte säsongen av Farmen spelades precis som den föregående in på gården, "Kvarnstorp" i Gnosjö kommun i Småland. Avsnitten visades mellan den 6 januari och den 17 mars 2019 och Paolo Roberto medverkade för femte året i rad som programledare.
Bonden och mentorn Gustav "Gutta" Andersson blev åter sjukskriven inför denna säsong och bestämde sig då för att sluta. Hästbonden Hans Wincent fick då ersätta honom helt från denna säsong.
För att en deltagare skulle kunna vinna tävlingen så behövdes som under dom två senaste säsongerna minst en amulett.
Ju fler amuletter desto bättre utgångsläge i finalen. För att få en sådan krävdes antingen seger i tvekampen eller att bli vald till storbonde.
Efter tredje veckan kunde de som blev utnämnda till förstakämpar köpa sig fria från kämpevalet om de hade en amulett. 
För tredje säsongen i rad så fanns Torpet med i tävlingen där både utmanare och utslagna farmare flyttade in för att tävla om att slå sig in på farmen. Torpet spelades in på "Lillängen" och 
avsnitten lades ut på TV4 Play söndag till tisdag mellan den 13 januari och den 26 februari. De visades även som ett enda avsnitt i TV4 på torsdagar mellan den 24 januari och den 28 februari 2019.

## Deltagare
| Deltagare           | Ålder | Bostad              | Sysselsättning                  | Resultat                                       |
| ------------------- | ----- | ------------------- | ------------------------------- | ---------------------------------------------- |
| Alexander Hoffström | 26    | Göteborg            | Leklandsägare                   | Lämnade farmen i avsnitt 3.                    |
| Inger Johansson     | 51    | Holmsjö             | Vårdbiträde                     | Lämnade farmen i avsnitt 5.                    |
| Maria Bjerkeden     | 52    | Gävle               | Driver hunddagis och familjehem | Lämnade farmen i avsnitt 16. (Diskvalificerad) |
| Rasmus Dangardt     | 25    | Halmstad            | Fotograf och Youtube-profil     | Förlorade tredje tvekampen.                    |
| Alexander Rovira    | 25    | Rotebro             | Säkerhetskontrollant            | Lämnade farmen i avsnitt 18.                   |
| Göran Söderlund     | 65    | Stockholm/Sundsvall | Pensionär                       | Förlorade fjärde tvekampen.                    |
| Mahsa Farajollahi   | 29    | Gislaved/Göteborg   | Egen företagare och tolk        | Förlorade femte tvekampen.                     |
| Rocco Milanović     | 64    | Västerås            | Vårdbiträde och fotbollstränare | Lämnade farmen i avsnitt 29.                   |
| Therese Wendesten   | 27    | Hönö                | Vårdbiträde                     | Förlorade sjätte tvekampen.                    |
| Kim Graversen       | 48    | Värnamo             | Driftansvarig                   | Förlorade både åttonde och nionde tvekampen.   |
| Diana Sundström     | 37    | Handen              | Lastbilsförare                  | Lämnade farmen i avsnitt 44. (Diskvalificerad) |
| Stina Öberg         | 25    | Stockholm           | Lärarstuderande                 | Förlorade tionde tvekampen.                    |
| Maxine Lindin       | 21    | Huddinge            | Servicetekniker                 | Femte plats, förlorade kvartsfinalen.          |
| Neda Ameli          | 28    | Uppsala             | Journaliststuderande            | Fjärde plats, förlorade kvartsfinalen.         |
| Tobias Johansson    | 27    | Fagersta            | Tribolog                        | Tredje plats, förlorade semifinalen.           |
| Emelie Karlsson     | 25    | Vikersund           | Försäljningschef                | Andra plats, förlorade finalen.                |
| Tobias Möller       | 27    | Eslöv               | Förpackningsdesigner            | Årets farmare                                  |

## Torpet
I slutet på avsnitt 6 av Farmen tillkännagavs att de farmare som slagits ut i tinget inte skickades hem, utan hamnade på "Lillängen".
Där fick de tävla både mot varandra och utmanarna för att kunna slå sig in på farmen.
Avsnitten av Torpet lades ut på TV4 Play söndag till tisdag mellan den 13 januari och den 26 februari. De visades också som ett enda avsnitt i TV4 på torsdagar mellan den 24 januari och den 28 februari 2019.
| Deltagare         | Ålder | Bostad              | Sysselsättning               | Inflytt    | Resultat                          |
| ----------------- | ----- | ------------------- | ---------------------------- | ---------- | --------------------------------- |
| Kim Graversen     | 48    | Värnamo             | Driftansvarig                | Avsnitt 2  | Förlorade första tvekampen.       |
| Maria Nilsson     | 42    | Gällivare           | Djurvårdarstuderande         | Avsnitt 1  | Lämnade torpet i avsnitt 4.       |
| Pasi Nevalainen   | 45    | Skephult            | Tryckare                     | Avsnitt 1  | Förlorade andra tvekampen.        |
| Linus Oscarsson   | 22    | Örebro              | Lagerarbetare                | Avsnitt 1  | Förlorade tredje tvekampen.       |
| Rasmus Dangardt   | 25    | Halmstad            | Fototgraf och Youtube-profil | Avsnitt 8  | Förlorade fjärde tvekampen.       |
| Therese Wendesten | 27    | Hönö                | Vårdbiträde                  | Avsnitt 16 | Förlorade femte tvekampen.        |
| Mahsa Farajollahi | 29    | Gislaved/Göteborg   | Egen företagare och tolk     | Avsnitt 13 | Lämnade torpet i avsnitt 20.      |
| Göran Söderlund   | 65    | Stockholm/Sundsvall | Pensionär                    | Avsnitt 11 | Förlorade sista tävlingen.        |
| Neda Ameli        | 28    | Uppsala             | Journaliststuderande         | Avsnitt 1  | Fick flytta in på farmen.         |
| Stina Öberg       | 25    | Stockholm           | Lärarstuderande              | Avsnitt 5  | Fick flytta tillbaka till farmen. |
| Tobias Möller     | 27    | Eslöv               | Förpackningsdesigner         | Avsnitt 19 | Fick flytta tillbaka till farmen. |

### Tvekamper
| Avsnitt | Torpare         | Utmanare          | Tvekamp     | Hemskickad         |
| ------- | --------------- | ----------------- | ----------- | ------------------ |
| 4       | Maria Nilsson   | Kim Graversen     | Slangbellan | Kim Graversen.     |
| 10      | Pasi Nevalainen | Rasmus Danardt    | Slangbellan | Pasi Nevalainen.   |
| 12      | Linus Oscarsson | Göran Söderlund   | Spiken      | Linus Oscarsson.   |
| 16      | Rasmus Danardt  | Mahsa Farajollahi | Ämbaret     | Rasmus Danardt.    |
| 18      | Göran Söderlund | Therese Wendesten | Vedstapeln  | Therese Wendesten. |